# Oliver Goethe
Pour les articles homonymes, voir Goethe (homonymie).
Oliver Goethe, né le 14 octobre 2004 à Londres, est un pilote automobile germano-danois, courant d'abord sous licence danoise, puis sous licence allemande. Il participe en 2022 au championnat d'Euroformula Open dont il sort champion avec l'écurie allemande Motopark.

## Biographie

### Karting
Goethe fait ses débuts internationaux en karting en 2019, où il participe aux Championnats d'Europe et aux Championnats du Monde dans la catégorie OK, qu'il ne réussit pas à terminer. Le Danois participe ensuite à la WSK Super Master Series et à la WSK Champions Cup en 2020.

### Formule 4 espagnole
En 2019, Oliver Goethe fait ses débuts en monoplace lors de la manche finale du Championnat d'Espagne de Formule 4 avec l'écurie Drivex School. Du fait de son statut de pilote invité, il n'inscrit aucun point. Il signe en 2020 pour sa première saison complète avec l'écurie MP Motorsport, alors qu'il n'a que 15 ans. Il monte sur ses premiers podiums lors de la première manche puis remporte sa première victoire sur le circuit Paul-Ricard. Il termine cinquième du championnat avec 137 points.

### Formule Régionale

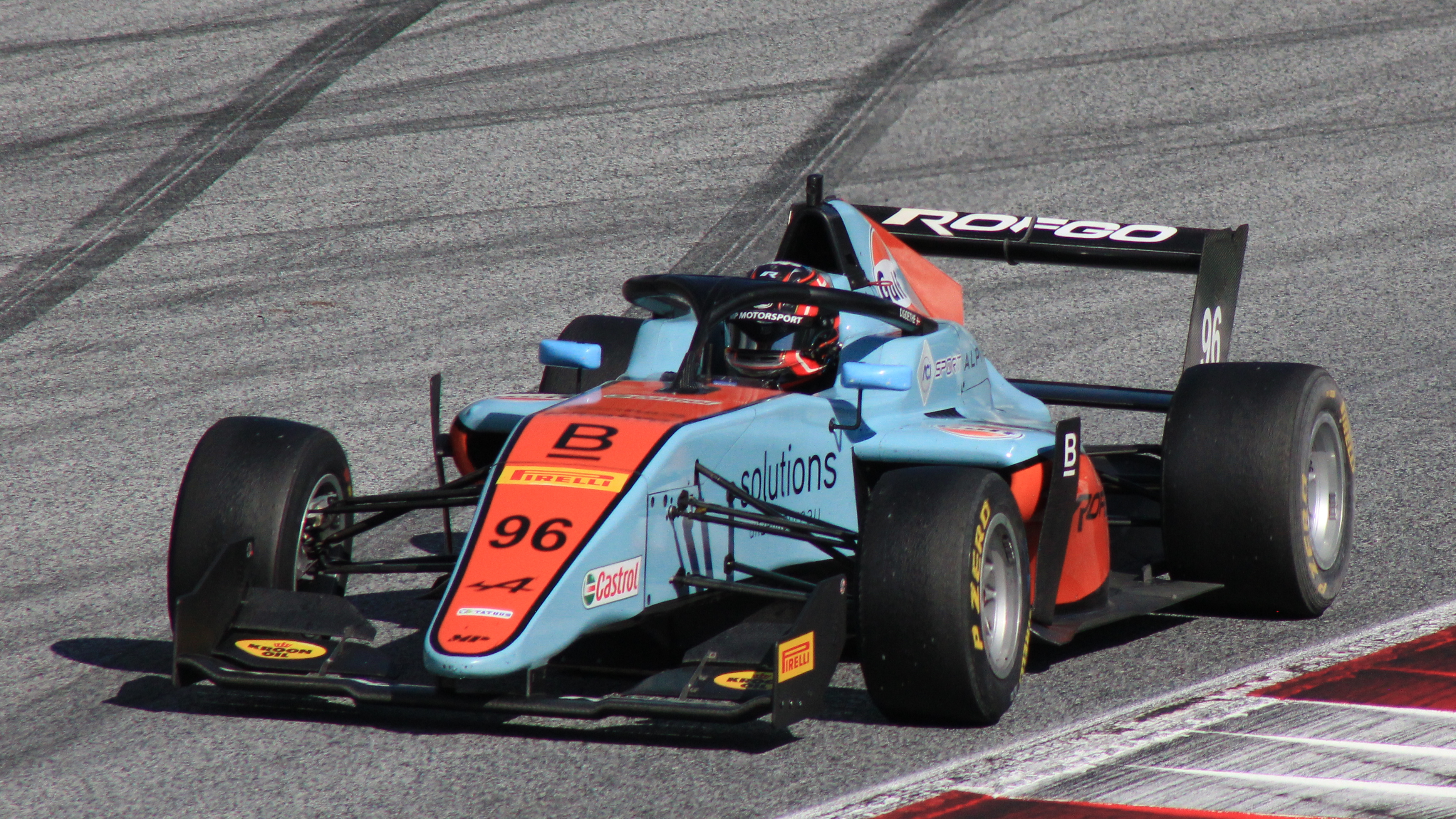
Oliver Goethe en Formule Régionale en 2021 à Spielberg

En 2021, Goethe rejoint le Championnat d'Europe de Formule Régionale chez MP Motorsport, aux côtés de Franco Colapinto et du lauréat de F4 espagnole Kas Haverkort. Il marque ses premiers points dans la deuxième course de la premier manche à Imola, terminant neuvième. Il marque un point supplémentaire lors de la deuxième course à Zandvoort, où il termine à la dixième place. Il se classe vingt-troisième du championnat avec 3 points. Début 2022, il participe également au championnat d'Asie de Formule Régionale avec l'écurie 3Y Technology by R-ace GP. Il ne se classe que vingt-cinquième avec un seul point.

### Euroformula Open
Pour la saison 2022, Goethe rejoint l'Euroformula Open, dans l'écurie allemande Motopark. Lors de la première manche à Estoril, le Danois se qualifie en pôle pour la première course, mais perd plusieurs places au départ après une erreur de pilotage, bien qu'il se rattrape pour terminer troisième. Il prend un autre mauvais départ dans la deuxième course, mais se bat pour la victoire malgré une pénalité de cinq secondes. Poursuivant sa saison de la même manière, il se qualifie de nouveau en pole pour les deux courses en marge du Grand Prix de Pau, remportant la première course, mais perd ensuite la victoire de la course du dimanche contre Vladislav Lomko et son coéquipier Christian Mansell.

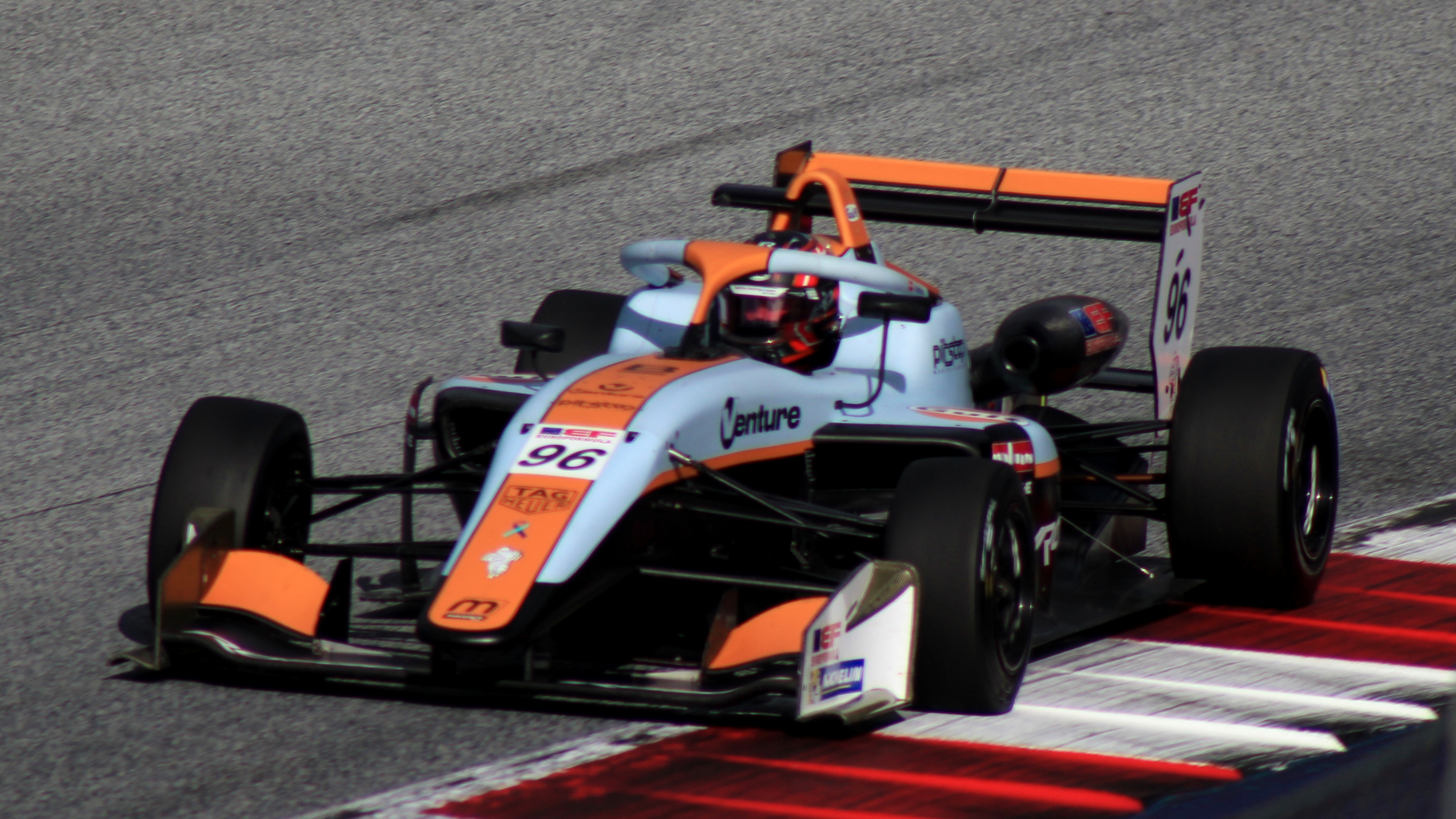
Oliver Goethe en Euroformula Open, sur le Red Bull Ring en 2022

Il remporte deux des trois courses disputées sur le Castellet, et termine juste derrière Mansell dans la course 2. Goethe poursuit sa série de victoires, remportant la victoire sur les trois courses de la manche de Spa, malgré un départ de la sixième place lors des deux dernières courses,. Lors de la dernière manche avant la pause estivale, Goethe remporte à nouveau la course d'ouverture et termine son week-end avec un autre podium dans la course 3. Après la première moitié de la saison, il se fait nettement remarquer en menant le championnat avec une grande avance sur son plus proche poursuivant.
Au retour de la trêve estivale, il enchaine avec deux autres victoires à Imola et au Red Bull Ring, avant de réaliser une manche difficile à Monza,[14] où il part en tête-à-queue dans la première course, puis connaît un problème de frein avant la course 2, l'empêche de partir de la pôle position,. Malgré cette manche sans podiums, il conserve une large avance au championnat. Il décroche le titre lors de la dernière manche à Barcelone en remportant la première course, terminant la saison avec onze victoires et un total de 18 podiums.

### Formule 3 FIA

#### 2022: remplaçant de Hunter Yeany
Lors de la manche autrichienne, Hunter Yeany se casse le poignet. Campos Racing fait appel à Goethe pour le remplacer lors de la manche disputée sur le Hungaroring. Lors des qualifications, il bat ses coéquipiers David Vidales et Pepe Martí, réalisant le douzième temps, ce qui lui permet ainsi de démarrer la course sprint depuis la pole position. Il perd la première place au départ, mais reste dans le top dix tout au long de la course, terminant huitième, profitant d'une collision au dernier tour entre Arthur Leclerc et Jak Crawford, et marque trois points pour sa première course. Pour la manche de Spa-Francorchamps, il remplace toujours Yeany et bat de nouveau ses coéquipiers lors des qualifications, s'assurant la quatrième place sur la grille de départ,. Lors de la course sprint, Goethe entre en collision avec Zane Maloney, mais les deux pilotes s'en sortent sans blessures. Lors de la course principale, Goethe parvient à se battre pour le podium, se retrouvant même en temporairement en tête de la course. Il termine finalement quatrième, après avoir été dépassé par Oliver Bearman dans le dernier tour,. Après cette pige, il retourne à sa saison principale en l'Euroformula Open pour les deux dernières manches de la saison, et est à son tour remplacé par Sebastián Montoya. Il se classe dix-neuvième du championnat avec 15 points.

#### 2023: première saison complète

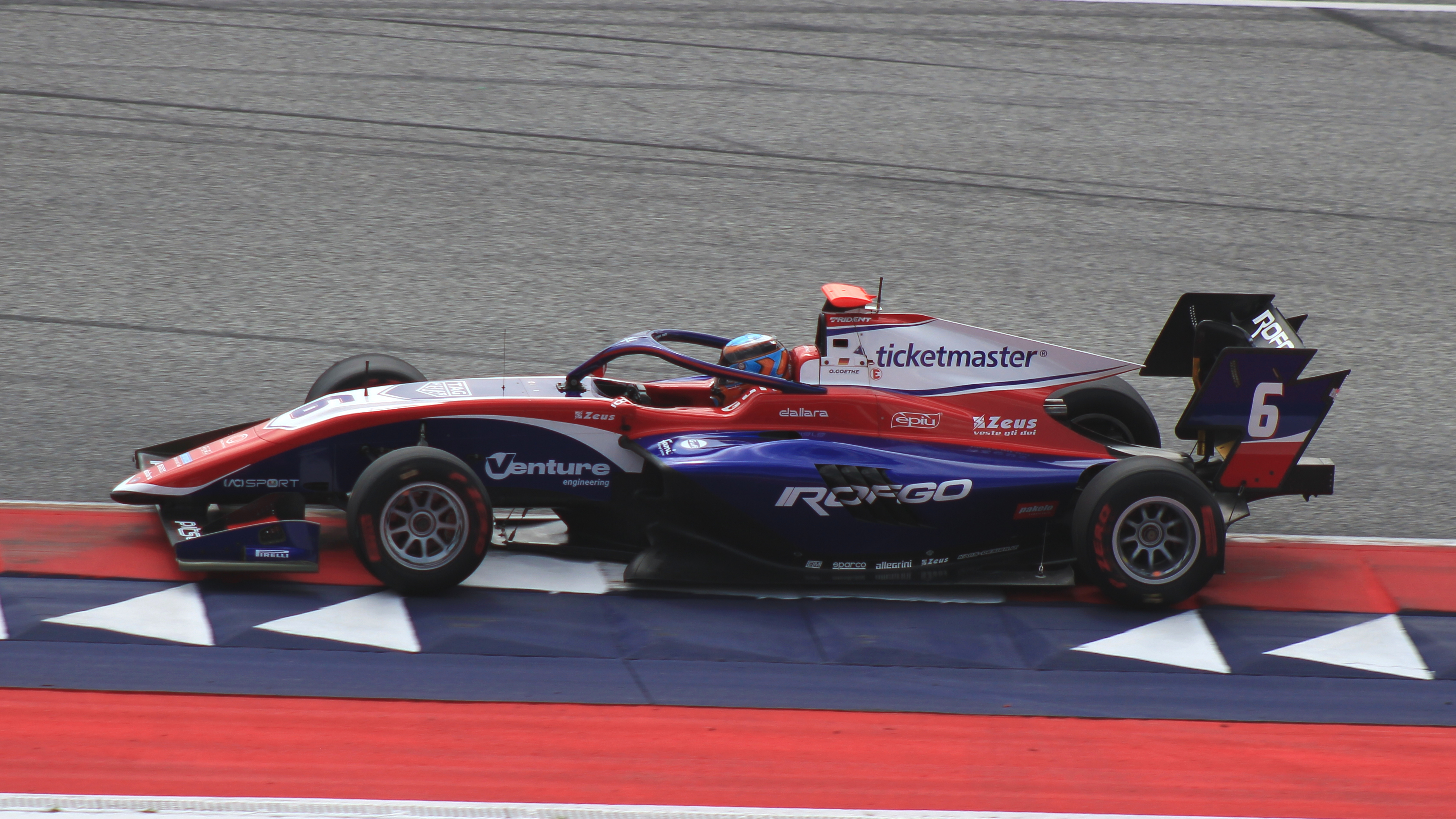
Oliver Goethe en Formule 3 FIA en 2023 à Spielberg

Fin septembre, Il participe aux essais d'après saison avec Trident durant trois jours,. Le 2 décembre 2022, l'écurie annonce sa titularisation pour la saison 2023 aux côtés de Gabriel Bortoleto et de Leonardo Fornaroli. Il démarre sa saison par une sixième place puis un podium lors de la manche d'ouverture à Bahreïn,. A Melbourne, il abandonne lors de la course sprint et est victime d'une crevaison lors de la course principale. Dès lors le danois enchaine quatre manches sans marquer le moindre point jusqu'à Silverstone où il remporte sa première victoire grâce à un départ en première ligne et une dépassement sur son coéquipier Fornaroli.
Après avoir décroché un double top 5 au Hungaroring, Goethe se retrouve embrouillé par des conditions séches/humides à Spa-Francorchamps où non seuelemtn il se crashe lors de la course principale et reçoit également dix places de pénalité pour la manche suivante car son équipe se trouvait encore sur la grille après le signal des 15 secondes,. Lors de la manche finale à Monza, il hérite de la pole position après un drapeau rouge causé par un accident quelques secondes plus tôt et alors qu'il a déjà le meilleur tour qualif. Lors de la course sprint, il remonte de la vingt-deuxième à la cinquième place grâce notamment à des pénalités infligées après la course. La course principale quand à elle se termine par une déception; un embrayage cassé l'oblige à abandonner dès le départ de la course,,. Il se classe huitième du championnat avec 75 points, trois places devant Fornaroli mais loin derrière Bortoleto qui remporte le titre.

#### 2024: seconde saison

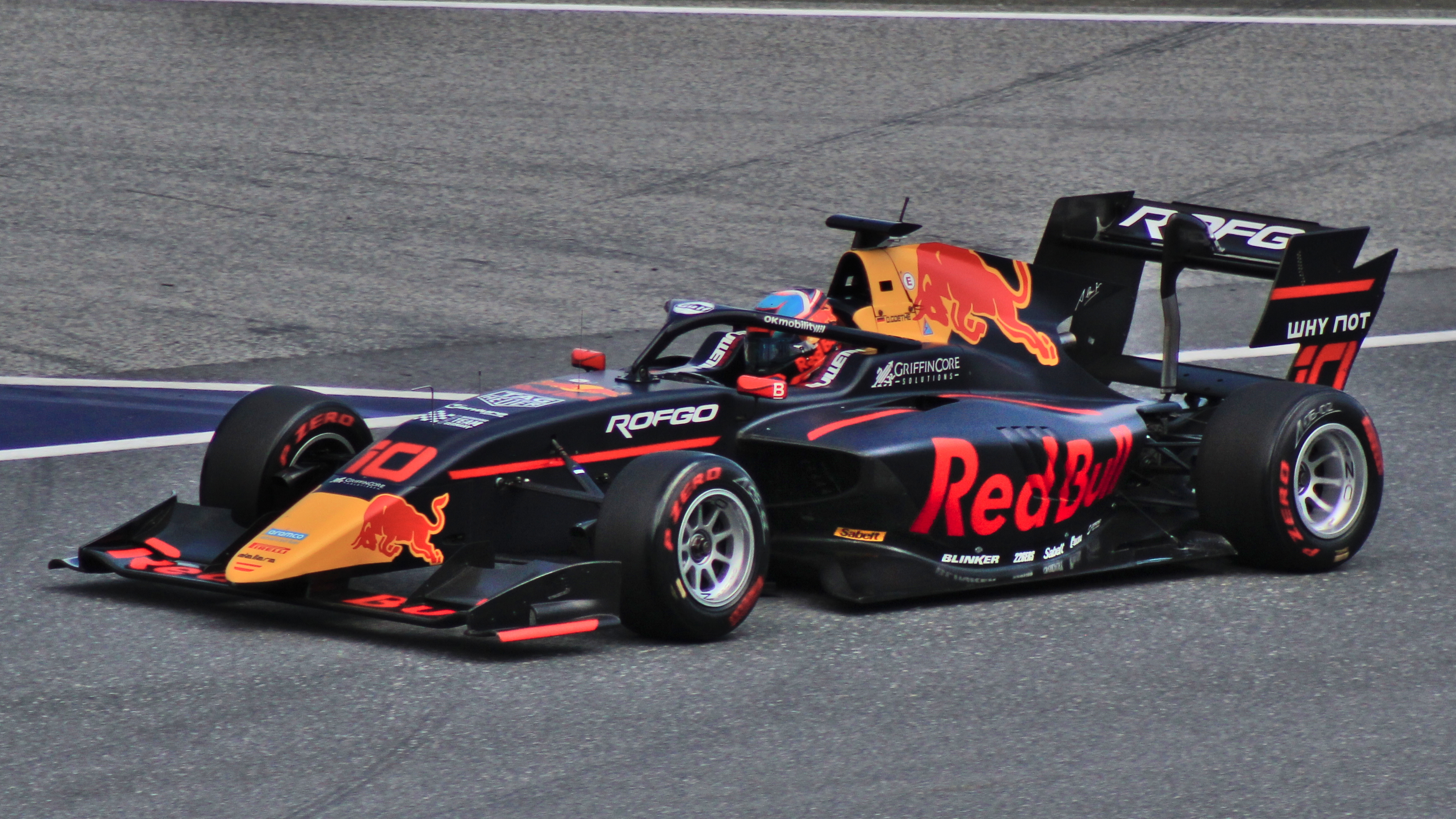
Oliver Goethe en Formule 3 FIA en 2024 à Spielberg

Goethe rempile pour une deuxième saison dans la catégorie et retourne chez Campos Racing. Après avoir inscrit de beaux points lors des deux premières manches, il remporte la course sprint d'Imola et monte sur le podium le lendemain lors de la course principale après avoir profité de l'abandon de Sami Meguetounif et avoir dépassé son ancien coéquipier Fornaroli. Il décroche son troisième podium de la saison lors de la course sprint de Barcelone. Sa série de points se poursuit jusqu'à Silverstone, où il abandonne sur un accrochage avec Max Esterson lors de la course sprint. Il inscrit ensuite des points réguliers au cours des manche suivantes jusqu'à la finale de Monza; il pointe alors au septième rang avec 35 points de retard sur Fornaroli. Cependant, il est promu en Formule 2 dès cette même manche, réduisant à néant ses ambitions de titre. Il se classe septième du championnat avec 94 points.

### Grand Prix de Macao

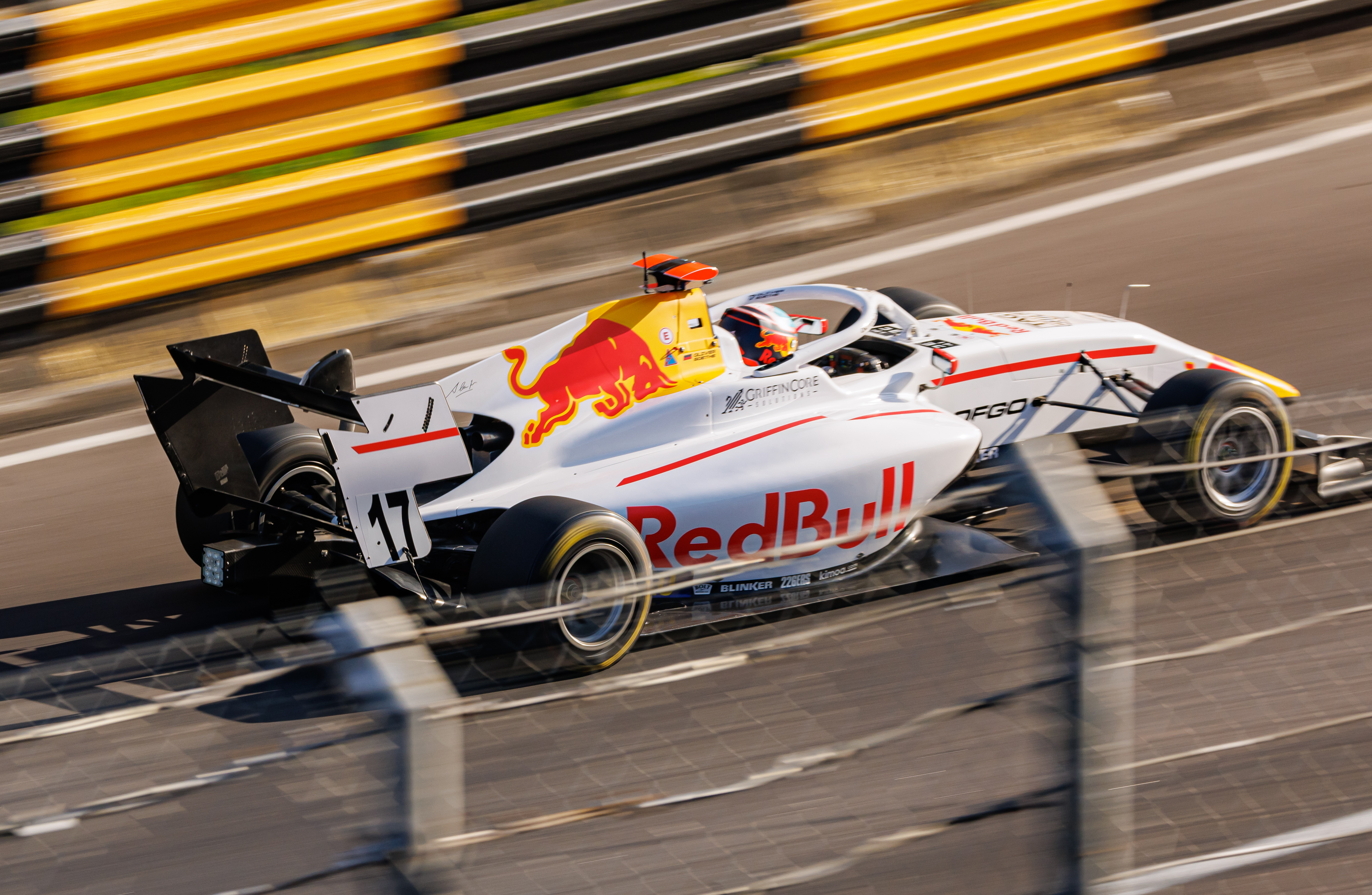
Oliver Goethe en Grand Prix automobile de Macao en 2023

En 2023, Goethe participe au Grand Prix automobile de Macao avec Campos Racing, il termine vingt-et-unième de la course qualificative à cause d'un accrochage dans le premier tour. Le lendemain, il termine neuvième de la course principale. En novembre 2023, il annonce rejoindre le Red Bull Junior Team.
En 2024, Goethe participe de nouveau, cette fois avec MP Motorsport. Il connaît cette fois plus de succès terminant deuxième de la course qualificative à seulement 0.014 secondes de Ugo Ugochukwu. Parti deuxième pour la course principale, il ménage ses efforts mais ne parvient pas à prendre la tête de la course et termine deuxième en signant le meilleur.

### Formule 2

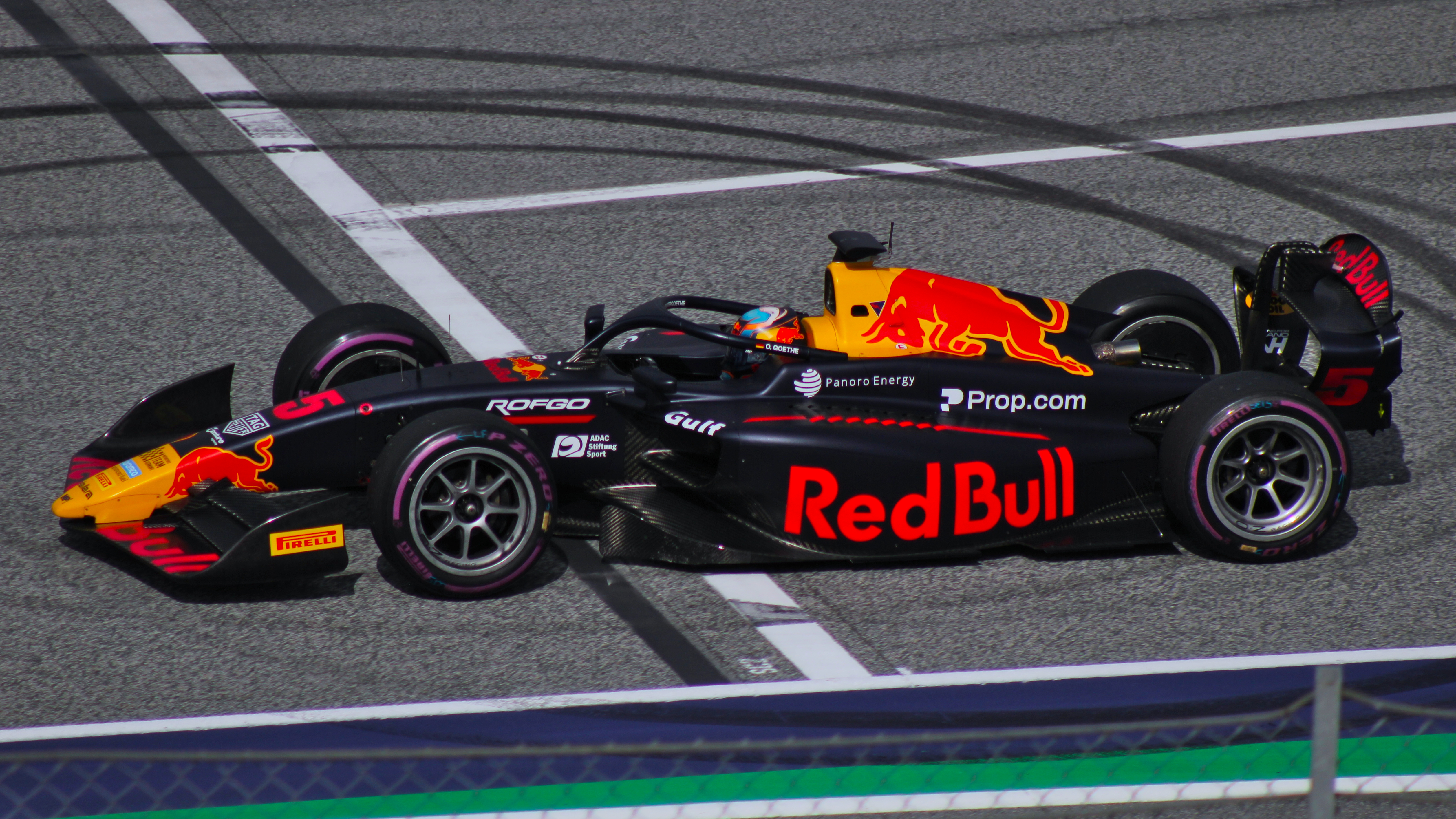
Oliver Goethe en Formule 2 en 2025 à Spielberg

À la suite de la promotion de Franco Colapinto en Formule 1 chez Williams, Goethe est promu en Formule 2 pour la manche de Monza à la place du pilote argentin chez MP Motorsport. Après un abandon lors de la course sprint à la suite d'un accrochage avec Zak O'Sullivan, Goethe voit sa course principale ruinée par une intervention précoce de la voiture de sécurité alors qu'il était chaussé de pneus durs, ce qui permet aux pilotes chaussés de pneus tendres de s'arrêter plus tôt aux stands,. Il mène quelques tours jusqu'à la relance avant de s'arrêter aux stands et termine finalement seizième. Il inscrit ses premiers points dans la discipline lors de la manche du Qatar en terminant quatrième de la course principale. Il en inscrit deux autres à Yas Marina et se classe vingt-troisième du championnat avec 14 points.
Pour la saison 2025, il rempile avec MP Motorsport où il fait équipe avec l'expérimenté Richard Verschoor pour sa première saison complète dans le championnat,. Il réalise son meilleur résultat en terminant quatrième de la course sprint de Bahreïn en signant le meilleur tour. Il inscrit d'autres points en finissant septième de la course principale à Imola.

## Résultats en compétition automobile
| Saison | Championnat                         | Écurie                    | Courses | Victoires | Pole positions | Meilleurs tours | Podiums | Points | Classement |
| ------ | ----------------------------------- | ------------------------- | ------- | --------- | -------------- | --------------- | ------- | ------ | ---------- |
| 2019   | Championnat d'Espagne de Formule 4  | Drivex School             | 3       | 0         | 0              | 0               | 0       | 0*     | n.c        |
| 2020   | Championnat d'Espagne de Formule 4  | MP Motorsport             | 21      | 1         | 0              | 1               | 6       | 135    | 5e         |
| 2021   | Formule Régionale Europe            | MP Motorsport             | 20      | 0         | 0              | 0               | 0       | 3      | 23e        |
| 2022   | Formule Régionale Asie              | 3Y Technology by R-ace GP | 13      | 0         | 0              | 0               | 0       | 1      | 25e        |
| 2022   | Euroformula Open                    | Team Motopark             | 26      | 11        | 7              | 12              | 18      | 499    | Champion   |
| 2022   | Formule 3 FIA                       | Campos Racing             | 4       | 0         | 0              | 0               | 0       | 15     | 19e        |
| 2023   | Formule 3 FIA                       | Trident                   | 18      | 1         | 1              | 1               | 2       | 75     | 8e         |
| 2024   | Formule 3 FIA                       | Campos Racing             | 18      | 1         | 0              | 2               | 3       | 94     | 7e         |
| 2024   | Coupe du Monde de Formule Régionale | MP Motorsport             | 2       | 0         | 0              | 1               | 2       | N/A    | 2e         |
| 2024   | Formule 2                           | MP Motorsport             | 8       | 0         | 0              | 0               | 0       | 14     | 23e        |
| 2025   | Formule 2                           | MP Motorsport             | 19      | 0         | 0              | 1               | 0       | 23     | 16e        |

* Goethe étant un pilote invité, il était inéligible pour marquer des points.